# فهرست گروه‌های شورشی دارای قلمرو
این فهرست گروه‌های شورشی دارای قلمرو است که فعال هستند و دامنه‌ای ملی، فراملی، یا بین‌المللی در سراسر جهان دارند. «گروه شورشی»، یک موجودیت سیاسی است که با استفاده از درگیری مسلحانه به مخالفت با دولت (های) تاسیس‌شده، بنابر دلایلی همچون تغییر سیاسی، یا ایجاد، حفظ یا به دست آوردن استقلال، می‌پردازد. گروه‌هایی که «قلمرویی را کنترل می‌کنند» به عنوان گروهی تعریف می‌شود که شهرها یا روستاهای مسکونی را تحت کنترل خود دارد و تحت مدیریت مستقیم یا کنترل نظامی آن است. از آنجا که چنین کنترلی می‌تواند با رقابت مواجه شود، اکثر این مناطق به صورت موقت در دست گروه‌های شورشی است.
این فهرست، دولت‌های جدایی‌خواه پایدار یا دیگر کشورهای با رسمیت محدود را شامل نمی‌شود.

## فهرست گروه‌ها
| در داخل کشور                      | گروه شورشی                      | جنگ                                                         | کنترل از | قلمرو تحت کنترل                                                                                               | یادداشت | رهبر                    | مرکز فرماندهی                         |
| --------------------------------- | ------------------------------- | ----------------------------------------------------------- | -------- | --- | --- | ----------------------- | ------------------------------------- |
| بورکینافاسو · مالی · سومالی · یمن | القاعده                         | جنگ مالی جنگ داخلی سومالی جنگ داخلی یمن                     | ۲۰۰۶     | بخش‌هایی از بورکینافاسو بخش‌هایی از مرکز و شمال مالی بخش بزرگی از جنوب و مرکز سومالی بخش‌های کوچکی از استان ابین | | سیف العدل (دفاکتو)      | تینزاواتن (مالی) جیلیب (سومالی)       |
| نیجریه                            | بوکو حرام                       | شورش بوکو حرام                                              | ۲۰۰۹     | بخش‌های کوچکی از ایالت بورنو، ایالت کادونا و ایالت نیجر                                                        | پس از نبرد جنگل سامبیسا به ایالت کادونا نقل مکان کرد.                                                                                         | باکورا دورو             | چیکون                                 |
| مالی · موزامبیک · نیجریه · سومالی | داعش                            | شورش در کابودلگادو جنگ مالی شورش بوکو حرام جنگ داخلی سومالی | ۲۰۱۵     | بخش‌های بزرگی از ایالت بورنو چندین روستا در منطقه باری چندین روستا در منطقه گائو بخش‌هایی از استان کابو دلگادو  | توسط سازمان ملل متحد به عنوان یک سازمان تروریستی معرفی شد.                                                                                    | ابوحفص هاشمی قرشی       | ناشناخته                              |
| کامرون                            | اژدهای سرخ                      | جنگ داخلی کامرون                                            | ۲۰۱۹     | چند روستا در بخش لبیالم از منطقه جنوب غربی (کامرون)                                                           | شبه نظامیان اژدهای سرخ که بخش‌هایی از لیبیالم را کنترل می‌کنند به دولت موقت آمبازونیا وفادار هستند.                                             | لکاکا الیور             | ناشناخته                              |
| جمهوری آفریقای مرکزی              | ائتلاف میهن‌پرستان برای تغییر    | جنگ داخلی جمهوری آفریقای مرکزی                              | ۲۰۲۰     | بخش‌هایی از جمهوری آفریقای مرکزی                                                                               | ائتلاف گروه‌های متعدد از جمله آنتی بالاکا، ۳ آر و ام‌پی‌سی                                                                                       | فرانسوا بوزیزه          | انجمینا، چاد                          |
| جمهوری دموکراتیک کنگو             | مای-مای                         | درگیری کیوو                                                 | ۲۰۰۳     | بخش‌هایی از شمال شرقی جمهوری دموکراتیک کنگو                                                                    | گروه‌های مختلف | رهبران مختلف            | بسته به گروه                          |
| جمهوری دموکراتیک کنگو             | جنبش ۲۳ مارس                    | درگیری کیوو                                                 | ۲۰۱۲     | بخش‌هایی از استان کیوو شمالی                                                                                   | | برتراند بیسیما          |                                       |
| جمهوری دموکراتیک کنگو             | دفاع ندوما از کنگو-رنوو         | درگیری کیوو                                                 | ۲۰۱۵     | بخش‌هایی از استان کیوو شمالی                                                                                   | | شیمیرای مویسا گیدون     | پینگا                                 |
| مالی                              | ازواد                           | جنگ مالی                                                    | ۲۰۱۲     | بخش‌هایی از شمال مالی                                                                                          | | بلال آغ آچریف           | کیدال                                 |
| موزامبیک                          | انصار السنه                     | شورش در کابو دلگادو                                         | ۲۰۲۰     | بخش‌هایی از استان کابو دلگادو                                                                                  | برخی، آن‌ها را جزء داعش می‌دانند. | ناشناخته                | پایگاه «سیری» در نزدیکی رودخانه مسالو |
| میانمار                           | ارتش استقلال کاچین              | درگیری داخلی میانمار                                        | ۲۰۱۱     | بخش‌هایی از ایالت کاچین                                                                                        | شاخه نظامی سازمان استقلال کاچین | بان‌لا                   | لایزا                                 |
| میانمار                           | نیروی دفاع مردمی                | درگیری داخلی میانمار                                        | ۲۰۲۱     | مناطقی در سراسر میانمار                                                                                       | به عنوان مخالفت با حکومت نظامی ایجاد شد. | دوا لاشی لا             | چندین ستاد محلی                       |
| میانمار                           | نیروی دفاع ملی چین              | درگیری داخلی میانمار                                        | ۲۰۲۱     | بخش‌هایی از ایالت چین (میانمار)                                                                                | |                         | فالام                                 |
| میانمار                           | ارتش آزادیبخش ملی کارن          | درگیری داخلی میانمار                                        | ۱۹۶۶     | بخش‌هایی از ایالت کایین                                                                                        | شاخه نظامی اتحادیه ملی کارن | ساموتا سای پو           | لای واه                               |
| سنگال                             | جنبش نیروهای دموکراتیک کازامانس | درگیری کازامانس                                             | ۱۹۸۲     | بخش‌هایی از منطقه کازامانس در سنگال                                                                            | |                         |                                       |
| سودان                             | جبهه انقلابی سودان              | درگیری سودان و جبهه انقلابی سودان                           | ۲۰۱۱     | بخش‌هایی از ایالت کردفان جنوبی و ایالت نیل آبی                                                                 | | عبدالعزیز حلو           | کائودا                                |
| سوریه                             | ارتش سوریه آزاد                 | جنگ داخلی سوریه                                             | ۲۰۱۶     | بیشتر جنوب سوریه و بخش‌هایی از دمشق                                                                            | مخالف رژیم سابق اسد و همسو با آمریکا |                         | التنف                                 |
| سوریه                             | اداره خودمختار شمال و شرق سوریه | جنگ داخلی سوریه                                             | ۲۰۱۲     | مناطق شمالی و شرقی سوریه                                                                                      | نیمه‌متحد با دولت انتقالی سوریه، متحد با آمریکا و مورد مخالفت ترکیه و ارتش ملی سوریه                                                           | الهام احمد و منصور سلوم | عین عیسی                              |
| سوریه                             | ارتش ملی سوریه                  | جنگ داخلی سوریه                                             | ۲۰۱۷     | مناطق مرزی شمال سوریه                                                                                         | مخالف رژیم سابق اسد، متحد دولت انتقالی سوریه، مخالف اداره خودمختار شمال و شرق سوریه و همسو با ترکیه                                           | انس العباده             | اعزاز                                 |
| یمن                               | جنبش جنوب                       | جنگ داخلی یمن (۲۰۱۴–اکنون)                                  | ۲۰۱۷     | برخی از مناطق یمن جنوبی                                                                                       | سازماندهی‌شده در پاسخ به شکایات مختلف مردم جنوب یمن که صلح خفیفی را با دولت یمن حفظ کرده است.                                                  | عیدروس الزبیدی          | عدن                                   |
| یمن                               | جنبش حوثی‌ها                     | جنگ داخلی یمن (۲۰۱۴–اکنون)                                  | ۲۰۰۴     | بیشتر یمن شمالی سابق از جمله پایتخت (صنعا) و بخش‌هایی از یمن جنوبی                                             | جنبش حوثی‌ها، پایتخت یمن را از طریق شورای عالی سیاسی، کنترل می‌کند که توسط جامعه بین‌المللی، به عنوان دولت قانونی یمن، به رسمیت شناخته نشده است. | مهدی مشاط               | صعده و صنعا                           |